# ジョン・マイヤーズ (植物学者)
ジョン・マイヤーズ（John Miers, FRS FLS、1789年8月25日 – 1879年10月17日）はイギリスの植物学者、エンジニアである。チリやアルゼンチンの植物に関する著書で知られる 。

## 生涯
ロンドンで生まれた」。父親はヨークシャー出身の宝石商である。幼い頃から鉱物学や化学に関心があった。1814年に窒素に関する論文を発表した。結婚した後、チリに渡って、銅などの鉱物資源の探査の起業のために南米に渡るが、ブエノスアイレスに上陸した後、妻が産褥熱で倒れ、チリ行きを中止し、南米であまり研究されていなかった植物の研究を行うことにした。1819年にコイン製造装置の導入にかかわり、チリのサンティアゴに到着し、バルパライソ近くのコンコンに住んだ。チリ海軍の総督のコクラン卿と組んで、製粉所を作り、チリ海軍に食品を納入する会社を作ろうとした。
1825年にイギリスに戻り、翌年著書、"Travels in Chile and La Plata"を発表した。この著作は南米の植物について記述したマイヤーズの著作の最初のものとなった。その後、南米に渡り、アルゼンチンの造幣局やブラジル政府との間で製造装置の導入に関する仕事をして1838年にイギリスに帰国した。
主著は3巻の"Contributions to the Botany of South America"(1870)で、他に "On the Apocynaceae of South America" (1878)や"Illustrations of South American Plants" (1789-1879)などがある。
ヒナノシャクジョウ科の属名Miersiellaや,ヒガンバナ科の属名、Miersia、などに献名されている。